# نازك الحريري
نازك الحريري، زوجة رئيس وزراء لبنان الأسبق رفيق الحريري. ولدت بالأردن وهي فلسطينية الأصل واسمها «نازك عودة»، وبعد زواجها من رفيق الحريري أصبحت تلقب «بنازك الحريري». تزوجت من رفيق الحريري بعام 1976. وكانت قبل زواجها منه متزوجه من شخص أردني من أصل فلسطيني ولها منه ولد وبنت.
أسست في عام 1985 مركز نازك الحريري الخيري للتربية الخاصة في عمّان.

## أبناؤها
- من زوجها الأول:
  - عدي الشيخ.
  - جومانا الشيخ (متزوجة من نزار دلول ابن النائب والوزير السابق «محسن دلول).
- من رفيق الحريري:
  - أيمن الحريري.
  - فهد الحريري.
  - هند الحريري.